# Hwang Ho-jong
Hwang Ho-jong (황호영, anglickým přepisem: Hwang Ho Yong, * 11. května 1956 Sinuidžu) je severokorejský mezinárodní instruktor taekwonda Mezinárodní federace taekwonda (ITF), hlavní instruktor Českého svazu Taekwon-Do ITF a držitel technického stupně 9. dan (certifikát ITF č. K-9-1).